# Ultrasonic
Ultrasonic – singiel Katerine pochodzący z albumu „Overdrive”.

## Formaty i listy utworów singla
| Lp.                | Tytuł                             | Czas |
| ------------------ | --------------------------------- | ---- |
| CDr, Single, Promo |                                   |      |
| 1.                 | „Ultrasonic” (Radio Edit)         | 3:15 |
| 2.                 | „Ultrasonic” (Daniel Bovie Short) | 3:23 |
| 3.                 | „Ultrasonic” (FTW Rmx)            | 3:34 |
| X                  | „Ultrasonic” (Video)              |      |

## Pozycje na listach i certyfikaty
| Lista przebojów (2008) | Najwyższa pozycja | Certyfikat |
| ---------------------- | ----------------- | ---------- |
| Belgium Singles Chart  | 20                | –          |